# Basville
Basville – miejscowość i gmina we Francji, w regionie Nowa Akwitania, w departamencie Creuse.
Według danych na rok 1990 gminę zamieszkiwały 224 osoby, a gęstość zaludnienia wynosiła 10 osób/km² (wśród 747 gmin Limousin Basville plasuje się na 412. miejscu pod względem liczby ludności, natomiast pod względem powierzchni na miejscu 295.).